# Bickley (Australie-Occidentale)
Pour les articles homonymes, voir Bickley.
Bickley est une localité située dans la banlieue de Perth, dans le comté de Kalamunda en Australie-Occidentale.

## Géographie
Elle est située sur le Darling Scarp et est connue pour le ruisseau éponyme[réf. nécessaire].

## Histoire
Avant 1949, Bickley était une halte pour le chemin de fer du Upper Railway Darling Range. Elle était initialement connue sous le nom « Heidelburg », mais pendant la Première Guerre mondiale, le WAGR (chemin de fer d'Australie-Occidentale) rebaptisa la ville à consonance germanique en « Bickley » d'après un pionnier local, Wallace Bickley.

## Aujourd'hui
Bickley est un site de villégiature et accueille de nombreux camps de toutes sortes.
L'observatoire de Perth qui à l'origine était situé à l'ouest de Perth se trouve actuellement à Bickley.
La localité est également l'une des stations météorologiques majeures au sein de la zone métropolitaine de Perth, en raison de sa durée de fonctionnement et de son emplacement sur le Darling Scarp.
Elle est également l'emplacement de réservoirs d'eau.